# Kühnhausen (Erfurt)
Kühnhausen ist ein Ortsteil der Stadt Erfurt in Thüringen.

## Geografie
Kühnhausen liegt an der Gera im Thüringer Becken in etwa 160 bis 180 Metern Höhe nördlich von Erfurt. Die Umgebung ist flach und von landwirtschaftlichen Flächen sowie dem Kiesabbau im Nord-Osten geprägt. Im Westen erhebt sich die Schwellenburg. In Kühnhausen mündet der Weißfrauenbach in die Gera. Oberhalb von Kühnhausen zweigt die Mahlgera von der Gera ab und fließt weiter nach Elxleben. Die innerörtlichen Ufer der Mahlgera wurden lange Zeit von den Wassermühlen des Ortes geprägt, woraus sich letztendlich die Namensgebung des Gera-Nebenarmes herleiten lässt. Nachbarorte sind Gispersleben im Süden, Tiefthal im Westen, Elxleben im Norden und Mittelhausen im Osten.

## Geschichte

Karte von Kühnhausen (1843)

Kühnhausen wurde zwischen 1141 und 1143 erstmals urkundlich erwähnt. Bis 1516 gehörten die meisten Ländereien rund um den Ort und ein Klostergut zum Neuwerkkloster in Erfurt. Danach kamen der Ort und das Umland in den Besitz der Stadt Erfurt. Kühnhausen wurde in das Erfurter Landgebiet (Amt Gispersleben) eingegliedert. Die älteste noch vorhandene Chronik beginnt 1711 mit dem Bau der Kirche Porta Coeli („Tor zum Himmel“). 1802 kam Kühnhausen mit dem Erfurter Gebiet zu Preußen und zwischen 1807 und 1813 zum französischen Fürstentum Erfurt. Mit dem Wiener Kongress kam der Ort 1815 wieder zu Preußen und wurde 1816 dem Landkreis Erfurt in der preußischen Provinz Sachsen angegliedert, zu dem er bis 1944 gehörte. Ab 1952 gehörte Kühnhausen zum Kreis Erfurt-Land im Bezirk Erfurt. Mit der Thüringer Gebietsreform 1994 wurde dieser nach Erfurt eingemeindet, sodass Kühnhausen heute einer der nördlichsten Ortsteile der thüringischen Landeshauptstadt ist.

### Einwohnerentwicklung
| Jahr      | 1843 | 1910 | 1939 | 1990 | 1995 | 2000 | 2005 | 2010 | 2015 | 2020 |
| --------- | ---- | ---- | ---- | ---- | ---- | ---- | ---- | ---- | ---- | ---- |
| Einwohner | 0329 | 0476 | 0601 | 0632 | 1229 | 1186 | 1187 | 1152 | 1154 | 1131 |

## Vereine
In Kühnhausen existieren drei Vereine:
Der Feuerwehrverein Kühnhausen unterstützt die Freiwillige Feuerwehr Kühnhausen. Der FSV Kühnhausen unterhält zwei Männermannschaften, die in der Erfurter Stadtklasse Fußball spielen. Der Verein Grüne Oase fördert die Bildung naturnaher Umweltverhältnisse rings um die Kiesseen im Nordosten von Kühnhausen.

## Wirtschaft und Verkehr

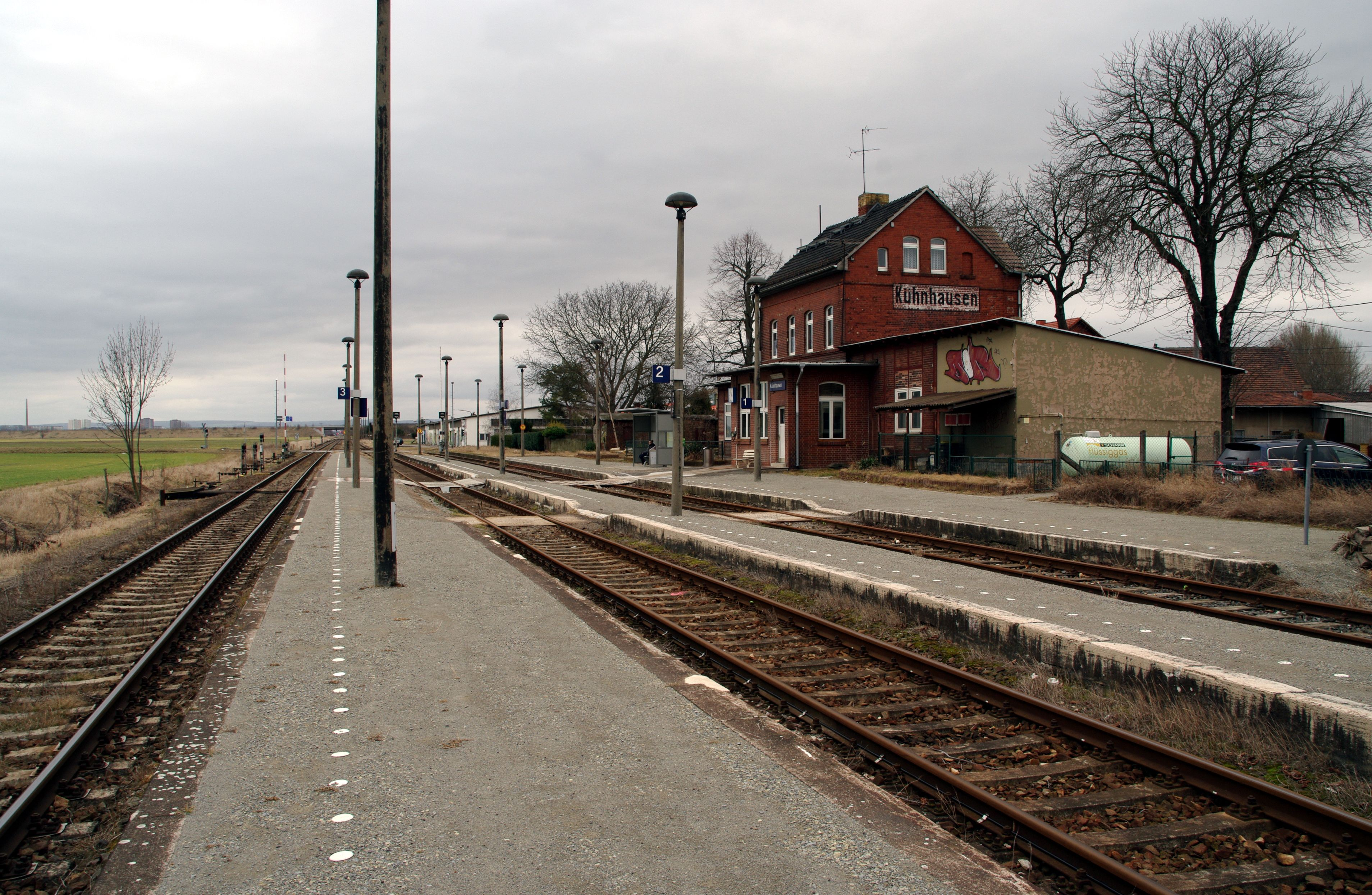
Der Bahnhof von Kühnhausen

Kühnhausen ist sehr gut an den Verkehr angebunden. Etwa 500 Meter südlich liegt die A71-Anschlussstelle Erfurt-Gispersleben. Durch den Ort führte die Bundesstraße 4 (Erfurt–Nordhausen), bevor sie in den 1970er-Jahren auf eine neue Schnellstraßen-Trasse westlich des Ortes verlegt wurde. Dort gibt es eine Anschlussstelle für Kühnhausen. Weiterhin gibt es Landstraßen in die vier Nachbarorte Gispersleben, Mittelhausen, Elxleben und Tiefthal.
Der Bahnhof liegt östlich des Dorfkerns jenseits der Gera. Er ist Abzweigpunkt der Bahnstrecke Kühnhausen–Bad Langensalza von der Bahnstrecke Wolkramshausen–Erfurt. Hier besteht per Regionalbahn zweistündig Anschluss nach Nordhausen sowie stündlich Anschluss nach Bad Langensalza–Kassel und Erfurt Hauptbahnhof.
Außerdem gibt es Busverbindungen in den Erfurter Norden, wo Anschluss ans Stadtbahnnetz besteht (Linien 111 Ringleben–Europaplatz (Anschluss an Stadtbahnlinie 3 & 1)(sowie die Stadtbuslinie 10 Tiefthal–Grubenstraße.)
Kühnhausen ist ein landwirtschaftlich geprägter Ort. Östlich des Ortes, auf der anderen Seite von Gera und Bahnlinie liegt die größte Kläranlage Erfurts. Im Gebiet um den Bahnhof siedelten sich in den letzten Jahren mehrere handwerkliche Betriebe und einige Handelsunternehmen an.

## Tourismus und dörfliches Leben
Höhepunkte des dörflichen Lebens sind in Kühnhausen das Maifeuer zur Walpurgisnacht und das Feuerwehrfest, das der Feuerwehrverein ausrichtet. An den ehemaligen Kiesseen im Norden des Ortes existiert die Freizeitanlage Erfurt am See mit dem Campingplatz Erfurt Camping sowie einem Naturbad. Entlang der Gera verläuft der Gera-Radweg.

## Söhne und Töchter von Kühnhausen
- Steffen Uslar (* 1969), Radrennfahrer